# Dajin, Hubei
Dajin (kinesiska: 大金, 大金镇) är en köpinghuvudort i Kina. Den ligger i provinsen Hubei, i den centrala delen av landet, omkring 140 kilometer sydost om provinshuvudstaden Wuhan. Antalet invånare är 35 921. Befolkningen består av 17 416 kvinnor och 18 505 män. Barn under 15 år utgör 22,0 %, vuxna 15-64 år 67 %, och äldre över 65 år 9,0 %.
Runt Dajin är det tätbefolkat, med 530 invånare per kvadratkilometer. Närmaste större samhälle är Meichuan, 14,7 km norr om Dajin. Trakten runt Dajin består till största delen av jordbruksmark.
Genomsnittlig årsnederbörd är 2 073 millimeter. Den regnigaste månaden är maj, med i genomsnitt 328 mm nederbörd, och den torraste är januari, med 59 mm nederbörd.